# Salies-de-Béarn
Salies-de-Béarn är en kommun i departementet Pyrénées-Atlantiques i regionen Nouvelle-Aquitaine i sydvästra Frankrike. Kommunen ligger i kantonen Salies-de-Béarn som tillhör arrondissementet Pau. År 2022 hade Salies-de-Béarn 4 642 invånare.

## Befolkningsutveckling
Antalet invånare i kommunen Salies-de-Béarn
| Referens: INSEE |